# 1991年烏克蘭獨立公投
1991年烏克蘭獨立公投（又稱1991年全烏克蘭公投）舉辦於1991年12月1日。公投的問題是「您是否支持《烏克蘭獨立宣言》？」。公投的投票率是84.18%，92.3%的投票者支持烏克蘭獨立。同一天還舉行了烏克蘭總統選舉。
1991年8月24日，乌克兰议会发表了《乌克兰独立宣言》。此宣言在独立公投结束后受到正式承认。